# بينغت دانيلسون
بينغت دانيلسون (بالسويدية: Bengt Danielsson)‏ هو عالم في الأتنيات ‏ وكاتب سويدي، ولد في 6 يوليو 1921 في Krokek ‏ في السويد، وتوفي في 4 يوليو 1997 في ستوكهولم في السويد.

## وصلات خارجية
- بينغت دانيلسون على موقع IMDb (الإنجليزية)
- بينغت دانيلسون على موقع قاعدة بيانات الفيلم (الإنجليزية)